# Fascia parotídea
La fascia parotídea (Fascia parotidea) es la responsable de mantener separados el nervio auricular mayor, parte del músculo risorio y del platisma de la glándula parótida, en su cara lateral.